# 容定联合县
容定联合县，中国旧县名。
冀中解放区设。1947年由河北省容城、定兴两县析置。以两县首字为名。1949年撤销，仍归各县。 